# Pietro Sibille
Augusto Pietro Sibille Eslava (Lima, 20 de abril de 1977) es un actor peruano.
Es conocido por su papel en Días de Santiago, por el cual recibió premios internacionales, incluidos el de «mejor actor» en el Festival Internacional de Cine Independiente de Buenos Aires y en el Festival Latinoamericano de Cine de Providence en Rhode Island.
En televisión protagonizó la serie Misterio, Lobos de mar y La gran sangre.

## Carrera
Estudió teatro los talleres de Roberto Ángeles y Alberto Ísola.
En el año 2000 actuó en la película estadounidense Prueba de vida (Proof of Life).
Sibille interpretó a Santiago Román en la película Días de Santiago, que le valió varios premios en festivales internacionales. El año siguiente protagonizó la miniserie Misterio, con el mismo personaje que años antes interpretó en la obra Un misterio, una pasión de Aldo Miyashiro.
En 2006 empezó a interpretar a "Mandril" en la serie La gran sangre, que tuvo cuatro temporadas. El mismo año empezó a dictar clases de actuación en el Teatro Mocha Graña.
En octubre de 2008 actuó en la obra Arsénico y encaje antiguo, adaptación del drama Arsenic and Old Lace de Joseph Kesselring, donde Sibille interpretó a Jonathan Brewster.
En 2010 apareció en el filme español Amador, del director Fernando León de Aranoa. En agosto actuó en la miniserie Chico de mi barrio.
En 2011 grabó para el filme ecuatoriano-argentino Mono con gallinas. Ese mismo año, de octubre a diciembre, actuó en la obra Astronautas, que fue repuesta en enero de 2012.
Durante 2012 actuó en las obras de teatro: Drácula en Teatro La Plaza, y posteriormente en Pervertimento y otros gestos para nada. 
En 2013 participó en las obras Sueños de un seductor y Ricardo III. Al año siguiente apareció en la película Japy Ending.
En 2021 interpreta a Winston en la teleserie De vuelta al barrio.

## Filmografía

### Películas
- Prueba de vida (2001) como Juaco.
- Ojos que no ven (2003) como fotógrafo.
- Días de Santiago (2004) como Santiago Román.
- Ruta del Jalca (2005) como Víctor.
- La prueba (2006)
- La gran sangre: la película (2007) como Mandril.
- Pasajeros (2008) como Jano.
- Amador (2011) como Nelson.
- Mono con gallinas (2013) como Suboficial Mario.
- Japy ending (2014) como Bruno.
- ¡Asu mare! 2 (2015) como el taxista.
- Como en el cine (2015) como Rolo.
- Cementerio General 2 (2015) como Ignacio.
- La última noticia (2015) como Alonso Vilca.
- La era olvidada (2016) como
- Ceviche de tiburón (2017) como
- Once machos (2017) como
- La hora final (2017) como Carlos Zambrano.
- Juego siniestro (2017) como Ignacio.
- Aj Zombies! (2017) como Cobrador.
- Caiga quien caiga (2018) como Demetrio "Vaticano" Chávez Peñaherrera
- ¡Asu mare! 3 (2018) como el taxista.
- Sí, mi amor (2020) como Alejandro.
- Rómulo y Julita (2020) como
- ¿Nos Casamos? Sí, mi amor (2022) como Alejandro
- La Restauración (2022) como Raymond

### Cortometrajes
- Casting
- Vence: 08/10
- TQ-1992 (2001) como Gonzalo.
- De Lima a Indianápolis hay un paso... !!! (... y como el mío ninguno...!!) (2001)
- El Cautiverio de O (2003) como director
- Mayo del 64 (2004)
- Borderline (2004)
- Esperanza (2004)
- Los Charlies (2005)
- El sitio (2008) como Flood.
- La dama de luto (2015) como Conductor.
- Living Legend (2015) como Charly.

### Televisión
- La Rica Vicky (1997) como Juani
- Gente como uno (1999)
- Misterio (2004) como Misterio.
- Lobos de mar (2006), como Zacarías.
- La gran sangre (2006) como Mandril.
- La gran sangre 2, contra las diosas malditas (2006) como Mandril.
- La gran sangre 3, el encuentro final (2007) como Mandril.
- Golpe a golpe (2007) como Mandril (cameo en el primer capítulo).
- La gran sangre 4 (2007) como Mandril.
- Calle en llamas (2008) como Carapulcra.[10]
- Los del barrio (2008) como Max Rivera.
- Chico de mi barrio (2010) como Edison.
- Solamente milagros (2012-2013), 2 episodios, como taxista.
- La Tayson, corazón rebelde (2012), 3 episodios, como Francisco.
- Los amores de Polo (2013) como Marco Gutiérrez.
- 7 perros (2014) como Charlie.
- Relatos para no dormir (2015)
- Caballero nomas (2018) como Eusebio
- El día de mi suerte (2019) como Yupanqui
- De vuelta al barrio (2021) como Winston Corrales.
- Los otros libertadores (2021) como José Olaya.[11][12]
- Llauca (2021) como Lázaro.[13]
- 7 Perros (Serie grabada, pero aun no se estrena, se dice que fue cancelada y todos sus episodios borrados)[14]

### Vídeos musicales
- Enfermo - Genera (2014)

## Teatro
- Roberto Zucco (1996) dirigida por Marco Meléndez.
- Ilusos (1997).
- Dick y Pussy se aman locamente (1998) dirigida por Jaime Nieto.
- Kamikaze (1999) dirigida por Roberto Ángeles.
- Caballito del diablo (1999) dirigida por Jorge Castro.
- Carne Quemada (2000) dirigida por Jaime Nieto.
- Los charcos de la ciudad (2001) dirigida por Miguel Iza.
- Laberinto de monstruos (2001) dirigida por Roberto Ángeles.
- Despertar de primavera (2002).
- Un misterio, una pasión (2003-2004) como Misterio - Teatro de la Alianza Francesa.
- Parias (2004) dirigida por Paco Solis.
- Arsénico y encaje antiguo (2008) como Jonathan Brewster - Teatro Mario Vargas Llosa.
- La Chunga (2009) dirigida por Giovanni Ciccia.
- Cyrano de Bergerac (2010) como Le Bret - Teatro La Plaza.
- La doble inconstancia (2011) dirigida por Roberto Ángeles.
- Los últimos días de Judas Iscariote (2011) como San Mateo (participación en pantalla multimedia).
- Demasiado poco tiempo (2011) Varios roles - Teatro Larco.
- Astronautas (2011-2012) como Ayar Uchu - Auditorio AFP Integra del MALI.
- Drácula de Branstoker (2012) como R. M. Renfield - Teatro La Plaza.
- Pervertimento y Otros gestos para nada (2012) dirigida por Alejandro Córdova.
- Sueños de un seductor (2013) como Humphrey Bogart.
- Shopping and fucking (2013) dirigida por Jaime Nieto.
- Tu ternura Molotov (2013) dirigida por Haysen Percovich.
- Función Velorio (2013) dirigida por Aldo Miyashiro.

- Ricardo III (2013) como El asesino, el obispo y Richmond.
- La República Análoga (2014) como el Doctor Carpio. Dirigida por Arístides Vargas.
- Un hombre con dos jefes (2014) como Carlo Il Pato Garra. Dirigida por Vanessa Vizcarra.
- El hombre del subsuelo (2014- 2015) como El Hombre-CCPUCP. Dirigida por Josué Méndez.
- Ana, el mago y el aprendiz (2015) como el mago. C.C. El Olivar. Dirigida por Michael Joan.
- Edipo (2015) como Edipo. Teatro La Plaza.
- Mucho ruido por nada (2016/2017/2018/2019) Teatro La Plaza, Teatro Peruano Japonés.
- Reservoir Dogs (2017/2018)

dirigida por Rocio Tovar. Teatro Universidad de Lima y Teatro Mario Vargas Llosa

## Premios
| Año  | Premio                                                                       | Categoría             | Trabajo              | Resultado |
| ---- | ---------------------------------------------------------------------------- | --------------------- | -------------------- | --------- |
| 2004 | Festival de Cine de Lima                                                     | Mejor actor           | Días de Santiago     | Ganador   |
| 2004 | VI Festival Internacional de Cine Independiente de Buenos Aires              | Mejor actor           | Días de Santiago     | Ganador   |
| 2004 | Festival de Cine de Cuenca, Ecuador                                          | Mejor actor           | Días de Santiago     | Ganador   |
| 2004 | Festival Internacional de Cine de Bratislava, Eslovaquia                     | Mejor actor           | Días de Santiago     | Ganador   |
| 2004 | Festival Latinoamericano de Cine de Providence, Rhode Island, Estados Unidos | Mejor actor           | Días de Santiago     | Ganador   |
| 2004 | Festival Internacional de San Juan, Cinemafest, Puerto Rico                  | Mejor actor           | Días de Santiago     | Ganador   |
| 2011 | Premios Luces de El Comercio                                                 | Mejor actor de teatro | Astronautas          | Nominado  |
| 2015 | Premios Luces de El Comercio                                                 | Mejor actor de teatro | Mucho Ruido por Nada | Ganador   |
| 2017 | Premios Luces de El Comercio                                                 | Mejor actor de cine   | La Hora Final        | Ganador   |